# 垣岩令佳

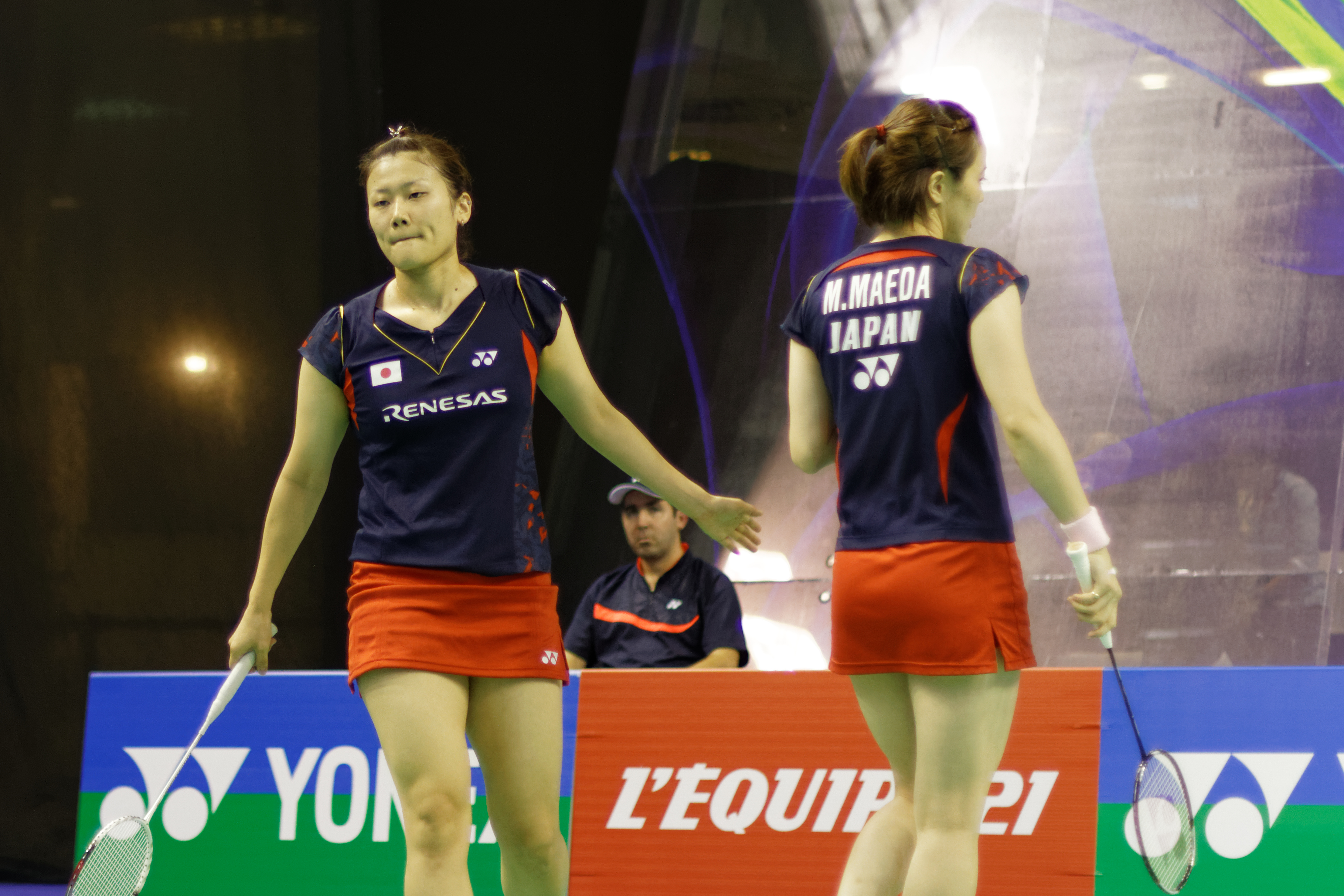
垣岩令佳與新搭檔前田美順

垣岩令佳（日语：／ Kakiiwa Reika，1989年7月19日—），日本女子羽毛球运动员。滋賀縣大津市出生，畢業於滋賀縣大津市立日吉中学校及青森縣青森山田高校，曾隸屬於瑞薩電子公司（九州・山口），現為再春館製藥所羽毛球隊成員，隊員編號8號。

## 簡歷
垣岩令佳在上幼兒園已開始接觸羽毛球運動，初中期間已代表學校參加全國比賽。直至高校二年級時，教練安排她與同校的師姐藤井瑞希搭檔女雙。高中畢業後，垣岩和藤井一同加入了瑞薩電子公司（九州・山口）羽毛球隊，並活躍於國內外的比賽。
2010年11月，垣岩代表日本出戰廣州亞運會，參加羽毛球比賽的女子雙打及團體項目。
2012年9月20日，垣岩/藤井在日本羽毛球超級賽女子雙打的次圈賽事中，以1比2不敵隊友米元小春/三木佑里子出局。賽後，藤井瑞希召開記者會宣佈自己會從國家隊退役，不再參加國際比賽。之後，垣岩令佳開始與前田美順搭檔女雙。

## 主要比賽成績
只列出曾進入準決賽的國際賽事成績：
| 年份   | 賽事                     | 公開賽級別 | 項目     | 拍檔     | 成績   |
| ------ | ------------------------ | ---------- | -------- | -------- | ------ |
| 2008年 | 加拿大羽毛球公開賽       | TBC        | 女子雙打 | 藤井瑞希 | 冠軍   |
| 2008年 | 奧地利羽毛球國際賽       | TBC        | 女子雙打 | 藤井瑞希 | 亞軍   |
| 2009年 | 奧地利羽毛球國際挑戰賽   | 國際挑戰賽 | 女子雙打 | 藤井瑞希 | 亞軍   |
| 2009年 | 大阪羽毛球國際挑戰賽     | 國際挑戰賽 | 女子雙打 | 藤井瑞希 | 準決賽 |
| 2010年 | 韓國羽毛球超級賽         | 超級賽     | 女子雙打 | 藤井瑞希 | 亞軍   |
| 2010年 | 大阪羽毛球國際挑戰賽     | 國際挑戰賽 | 女子雙打 | 藤井瑞希 | 冠軍   |
| 2010年 | 大阪羽毛球國際挑戰賽     | 國際挑戰賽 | 混合雙打 | 數野健太 | 準決賽 |
| 2010年 | 優霸盃                   | 其他       | 女子團體 | －       | 季軍   |
| 2010年 | 荷蘭羽毛球大獎賽         | 大獎賽     | 女子雙打 | 藤井瑞希 | 亞軍   |
| 2010年 | 丹麥羽毛球超級賽         | 超級賽     | 女子雙打 | 藤井瑞希 | 準決賽 |
| 2011年 | 德國羽毛球黃金大獎賽     | 黃金大獎賽 | 女子雙打 | 藤井瑞希 | 冠軍   |
| 2011年 | 全英羽毛球首要超級賽     | 首要超級賽 | 女子雙打 | 藤井瑞希 | 亞軍   |
| 2011年 | 印度羽毛球超級賽         | 超級賽     | 女子雙打 | 藤井瑞希 | 亞軍   |
| 2011年 | 新加坡羽毛球超級賽       | 超級賽     | 女子雙打 | 藤井瑞希 | 準決賽 |
| 2011年 | 印尼羽毛球首要超級賽     | 首要超級賽 | 女子雙打 | 藤井瑞希 | 準決賽 |
| 2011年 | 中國羽毛球大師賽         | 超級賽     | 女子雙打 | 藤井瑞希 | 準決賽 |
| 2011年 | 日本羽毛球超級賽         | 超級賽     | 女子雙打 | 藤井瑞希 | 準決賽 |
| 2011年 | 法國羽毛球超級賽         | 超級賽     | 女子雙打 | 藤井瑞希 | 準決賽 |
| 2011年 | 碧特博格羽毛球黃金大獎賽 | 黃金大獎賽 | 女子雙打 | 藤井瑞希 | 冠軍   |
| 2011年 | 中國羽毛球首要超級賽     | 首要超級賽 | 女子雙打 | 藤井瑞希 | 準決賽 |
| 2012年 | 德國羽毛球黃金大獎賽     | 黃金大獎賽 | 女子雙打 | 藤井瑞希 | 準決賽 |
| 2012年 | 印度羽毛球超級賽         | 超級賽     | 女子雙打 | 藤井瑞希 | 準決賽 |
| 2012年 | 優霸盃                   | 其他       | 女子團體 | －       | 季軍   |
| 2012年 | 奧林匹克運動會羽毛球比賽 | 其他       | 女子雙打 | 藤井瑞希 | 銀牌   |
| 2013年 | 美國羽毛球黃金大獎賽     | 黃金大獎賽 | 女子雙打 | 前田美順 | 準決賽 |
| 2013年 | 丹麥羽毛球首要超級賽     | 首要超級賽 | 女子雙打 | 前田美順 | 準決賽 |
| 2014年 | 韓國羽毛球超級賽         | 超級賽     | 女子雙打 | 前田美順 | 準決賽 |
| 2014年 | 馬來西亞羽毛球首要超級賽 | 首要超級賽 | 女子雙打 | 前田美順 | 準決賽 |
| 2014年 | 德國羽毛球黃金大獎賽     | 黃金大獎賽 | 女子雙打 | 前田美順 | 準決賽 |
| 2014年 | 優霸盃                   | 其他       | 女子團體 | －       | 亞軍   |
| 2014年 | 日本羽毛球超級賽         | 超級賽     | 女子雙打 | 前田美順 | 亞軍   |
| 2014年 | 世界羽毛球錦標賽         | 其他       | 女子雙打 | 前田美順 | 準決賽 |
| 2014年 | 亞洲運動會羽毛球比賽     | 其他       | 女子團體 | －       | 銅牌   |
| 2014年 | 丹麥羽毛球首要超級賽     | 首要超級賽 | 女子雙打 | 前田美順 | 準決賽 |
| 2015年 | 瑞士羽毛球黃金大獎賽     | 黃金大獎賽 | 女子雙打 | 前田美順 | 準決賽 |
| 2015年 | 新加坡羽毛球超級賽       | 超級賽     | 女子雙打 | 前田美順 | 準決賽 |
| 2015年 | 丹麥羽毛球首要超級賽     | 首要超級賽 | 女子雙打 | 前田美順 | 準決賽 |

| 2007-2017年 | 首要超級賽 | 超級賽 | 黃金大獎賽 | 大獎賽 | 國際挑戰賽 | 國際系列賽 | 未來系列賽 | 其他 |

| 2018-2026年 | 總決賽 | 超級1000賽 | 超級750賽 | 超級500賽 | 超級300賽 | 超級100賽 | 國際挑戰賽 | 國際系列賽 | 未來系列賽 | 其他 |

### 奧運會和世錦賽參賽紀錄
|          | 搭檔     | 2009 | 2010 | 2011 | 2012 | 2013 | 2014 | 2015 |
| -------- | -------- | ---- | ---- | ---- | ---- | ---- | ---- | ---- |
| 女子雙打 | 藤井瑞希 | 16強 | 16強 | 8強  | 銀牌 | －   | －   | －   |
| 女子雙打 | 前田美順 | －   | －   | －   | －   | －   | 季軍 | 16強 |